# Ariarates VIII

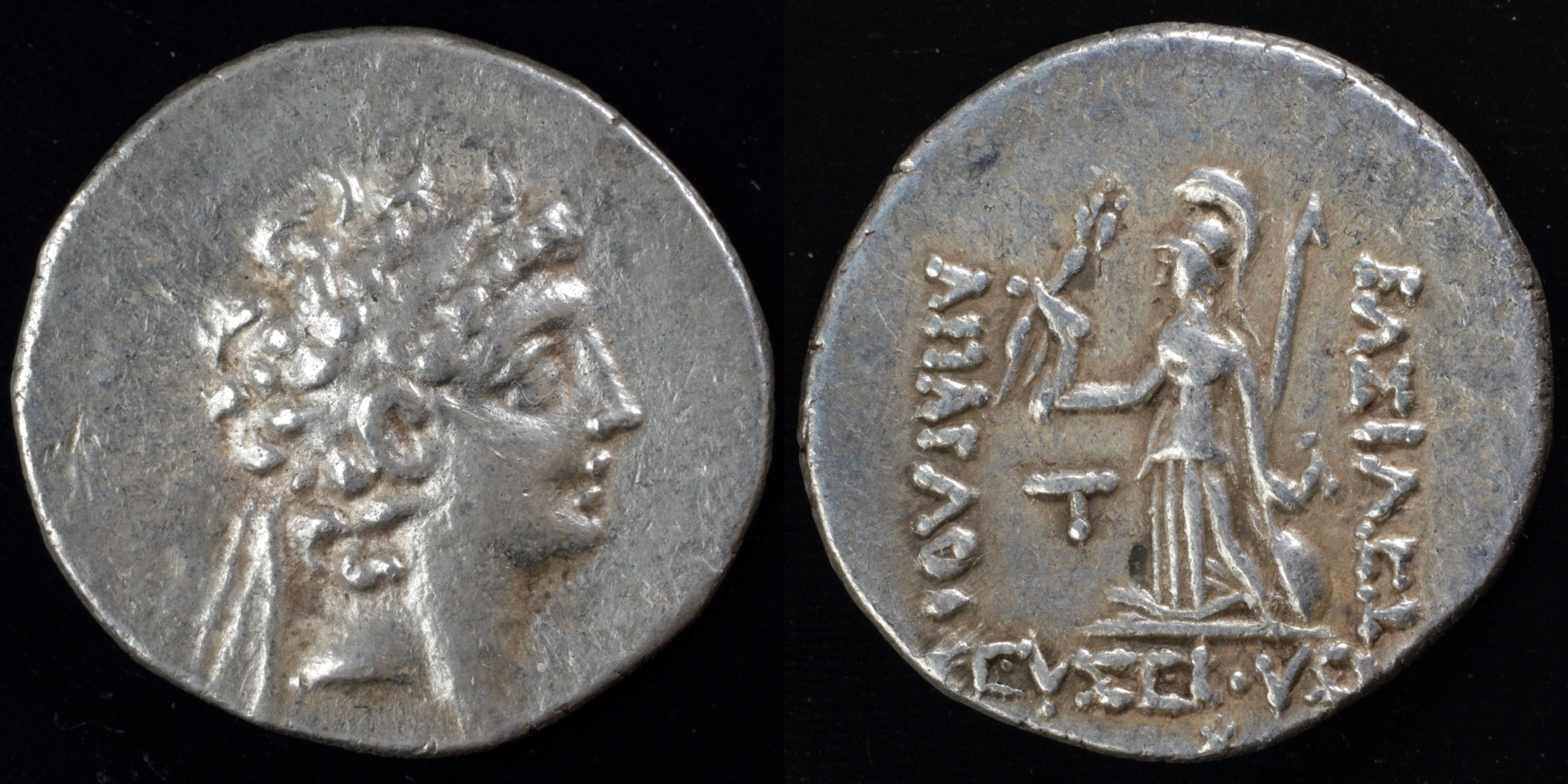
Moneda de Ariarates VIII

Ariarates VIII Epífanes (en griego antiguo: Ἀριαράθης Ἐπιφανής, Ariaráthēs Epiphanḗs), rey de Capadocia de 101 a 96 a. C., fue el segundo hijo de Ariarates VI y Laodicea.
A la muerte de su hermano Ariarates VII, fue proclamado rey por la nobleza capadocia, en oposición a Ariarates IX, rey títere, hijo de Mitrídates VI del Ponto. Luego fue expulsado por éste y, a su muerte, quedó extinguida la casa real de Capadocia.
Cuando Mitrídates puso en el trono a su hijo, de tan solo ocho años, Nicomedes III de Bitinia envió una embajada a Roma para reclamar el trono a favor de un joven que pretendía ser el tercer hijo de Ariarates VI. Mitrídates, con igual desvergüenza envió otra embajada, afirmando que el joven que él había colocado en el trono era descendiente de Ariarates V. El Senado no asignó el reino a ninguno de ellos, sino que garantizó la libertad de los capadocios, y ordenó la deposición de Ariarates IX en 95 a. C.
Tras el intento de instauración de una república, el senado accedió al deseo de los capadocios de conservar la monarquía y permitió la elección de Ariobarzanes I Filorromano.